# Couzinet 30
Couzinet 30 byl lehký transportní resp. poštovní letoun navržený a postavený ve Francii v roce 1930 ve společnosti Société des Avions René Couzinet.

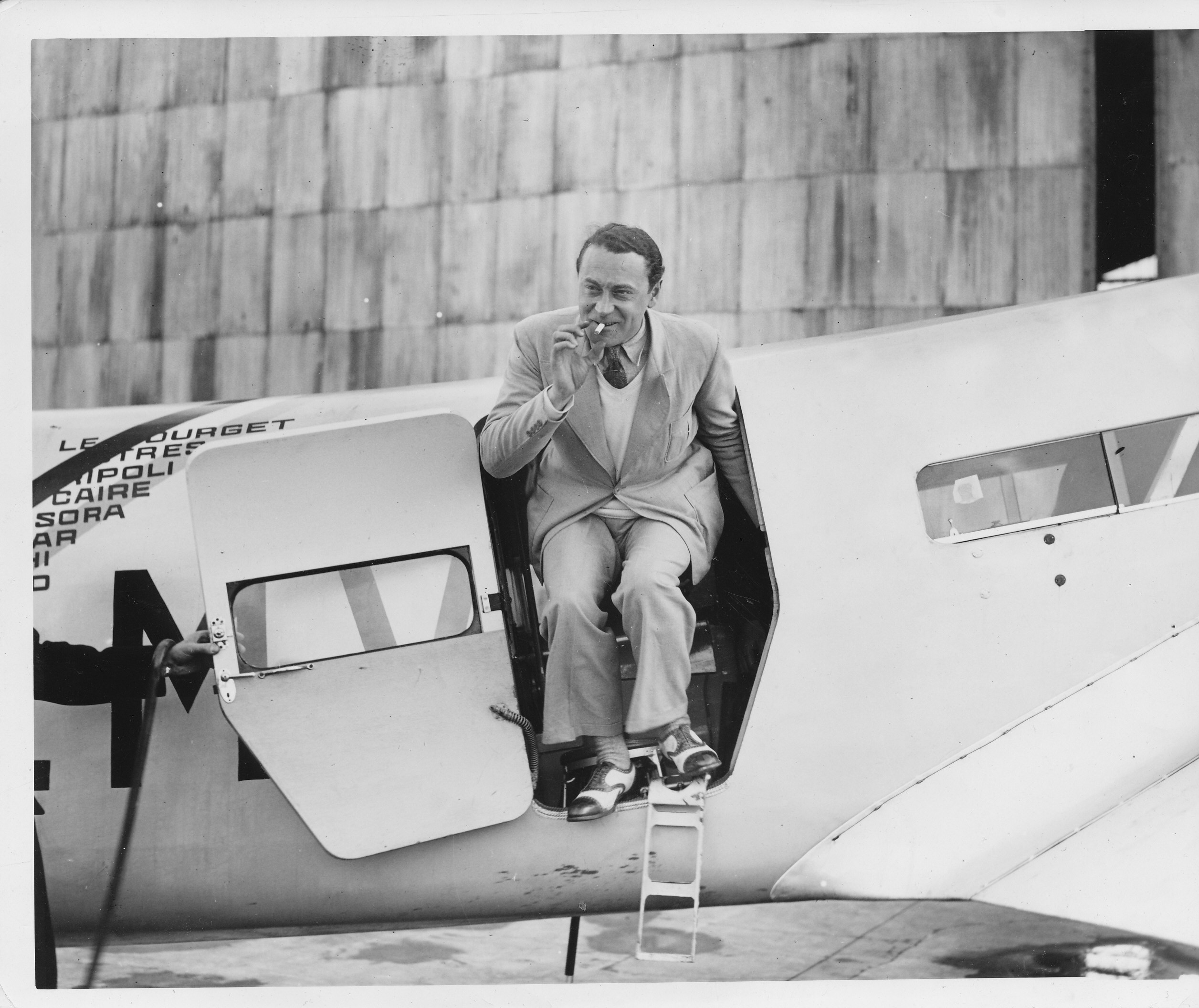
René Couzinet vystupuje z letounu Couzinet 33 Biarritz (1933)

## Vznik a vývoj
V souladu s konstrukčními charakteristikami letounu Couzinet 10 Arc en Ciel (Duha) a dalších třímotorových dopravních letadel Couzinet byl Couzinet 30 dolnokřídlý konzolový jednoplošník s pevným podvozkem. Byl vyvíjen takřka současně s Couzinet 20, od začátku roku 1930. Měl rovněž tři motory namontované na přídi trupu a v 2 gondolách na křídle, jakož i charakteristický k ocasní části zvyšující se trup. To byl obvyklý design pro většinu Couzinetových letounů.
Couzinet 30 byl určen především jako poštovní letoun, mohl být také jako dopravní vybaven třemi nebo čtyřmi sedadly pro cestující v kabině. Letoun byl rozměrově téměř shodný s Couzinet 20. Byl však o 10 cm vyšší, o 50 cm delší a měl větší nosnou plochu o 3 m2. A odlišná byla i kapotáž motorů.
Na tento letoun navázal Couzinet 33 Biarritz, který poprvé vzlétl 6. října 1931. I tento letoun byl rozměrově podobný typům 30 resp. 20, ale byl poháněn 3 čtyřválcovými řadovými motory De Havilland Gipsy III o výkonu 89 kW/120 k.
Společnost René Couzineta postavila za dobu své existence přibližně 14 různých typů letadel, která byla vyráběna od roku 1928 do roku 1934. V roce 1934 René Couzinet svoji továrnu uzavírá a prodává licenci na svoje letouny společnosti Breguet.

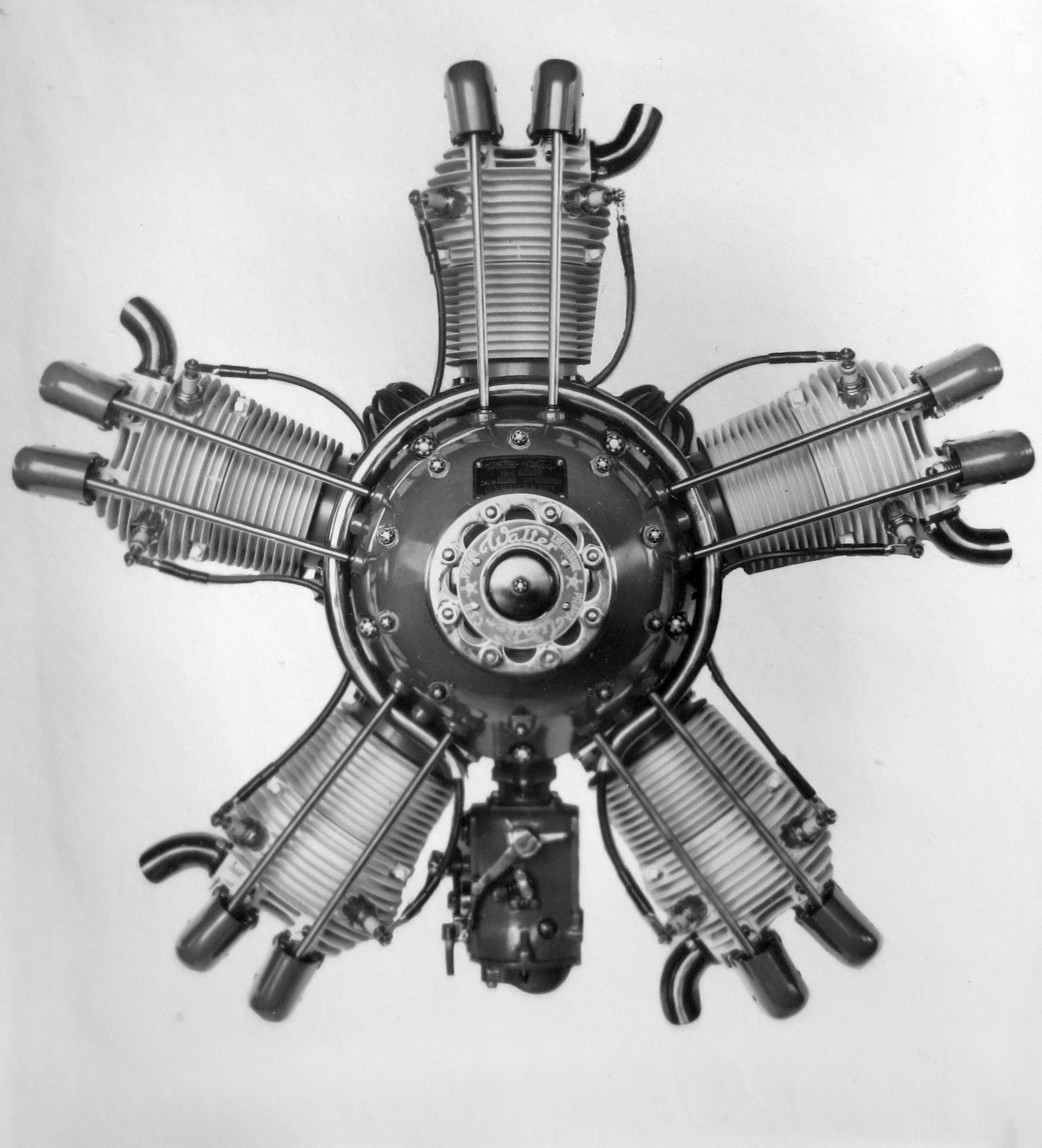
Walter Vega (1929)

## Popis letounu
Všechny Couzinetovy konstrukce se vyznačovaly nezvyklým tvarováním trupu. Horní a spodní obrys letounu byly rovnoběžné až do ostré, svislé ocasní plochy. Jednalo se o transportní letadlo pro leteckou, poštovní přepravu popř. jako dopravní letoun pro 3-4 cestující, dolnokřídlý samonosný jednoplošník se smíšenou konstrukcí dřevo-ocel. Tyto třímotorové Couzinety silně připomínaly dřívější letoun Couzinet 10 Arc-en-Ciel (Duha). Měl pevný, brzděný podvozek, který byl vybaven olejo-pneumatickými tlumiči kmitů Messier a ocasní kolečko.
Řízení bylo prováděno pomocí konvenčních ovládacích prvků křidélky, výškovkami a směrovým kormidlem. Dvoudílná křidélka měla potah z březového dřeva. První z nich bylo spojeno s ovládacími prvky pilotů a druhé bylo spojeno s prvním kloubovým čepem, aby se zabránilo zaseknutí v případě ohybu křídla.
Dva motory byly namontovány těsně před náběžnou hranou křídla a třetí byl v přídi letounu. Křídlo bylo vyrobené ze dřeva a mělo přibližně eliptický tvar, který se směrem ke konci křídla zužoval. Celé křídlo, včetně dělených křidélek, bylo potaženo překližkou z břízy. Palivové nádrže o objemu 400 l byly umístěny v křídle. Odolnost proti kroucení byla u typu Couzinet 30 výrazně zvýšena díky použití nového, silnějšího profilu křídla, který umožnil, při stejné hmotnosti, zvýšit moment setrvačnosti všech částí křídla.
Trup se směrem k ocasní části zužoval. Dva členové posádky seděli vedle sebe v kokpitu umístěném v úrovni náběžné hrany křídla. Za kokpitem byla vlastní kabina pro uložení nákladu (až 200 kg pošty), popř. 3-4 sedadla pro cestující anebo dvě nosítka se zraněnými. Za kabinou byl ještě další, malý zavazadlový prostor. Kabina a zbytek interiéru byly přístupné pravými bočními dveřmi nad křídlem. Po stranách kabiny byla čtyři okna s posuvnými skly a na stropě byl malý prosklený poklop.
U sériového letadla byl navržen zatahovací hlavní podvozek a jiné motory (Walter Vega) s předpokládaným ziskem na maximální rychlosti a 300 m v dostupu.

## Použití
Letoun Couzinet 30 (výr. č. 2922) byl zalétán 21. října 1930 a do francouzského leteckého rejstříku byl zanesen 11. srpna 1931 s imatrikulací F-ALIG. Prototyp byl sice francouzským státem objednán jako školní letoun, na kterém by piloti si mohli levně osvojit praxi vícemotorových motorů, ale k dodávce nedošlo. Druhý letoun Couzinet 30 n°1 byl vyroben v roce 1931.

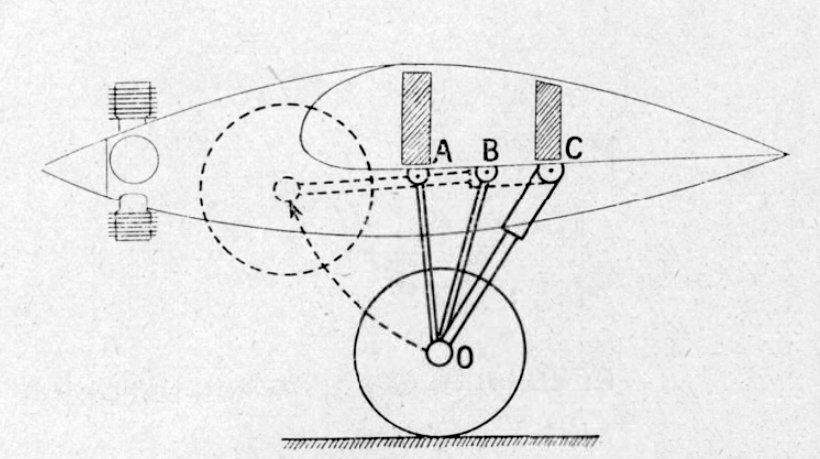
Couzinet 30, systém zasouvání podvozku (L'Aéronautique, prosinec 1930)

Předpokládalo se, že Couzinet 30 bude používán hlavně pro turistické lety. Během zkoušek a provozu se ukázalo, že výkon obou typů použitých motorů byl zjevně nedostatečný, a i proto i na toto letadlo nebyly přijaty žádné objednávky. Letoun byl používán společností Société des Avions René Couzinet jako osobní, dopravní letoun René Couzineta. Například ve dnech 12.-13. srpna 1932 Mermoz a Couzinet letěli s letounem Couzinet 30, za pilotáže Jeana Mermoza, do Belgie, aby navečer již byli u moře ve světoznámém kasinu Zoute (Knokke-Heist, u Lamanšského průlivu v západních Flandrech).

## Uživatelé
- Francie
  - Société des Avions René Couzinet

## Specifikace

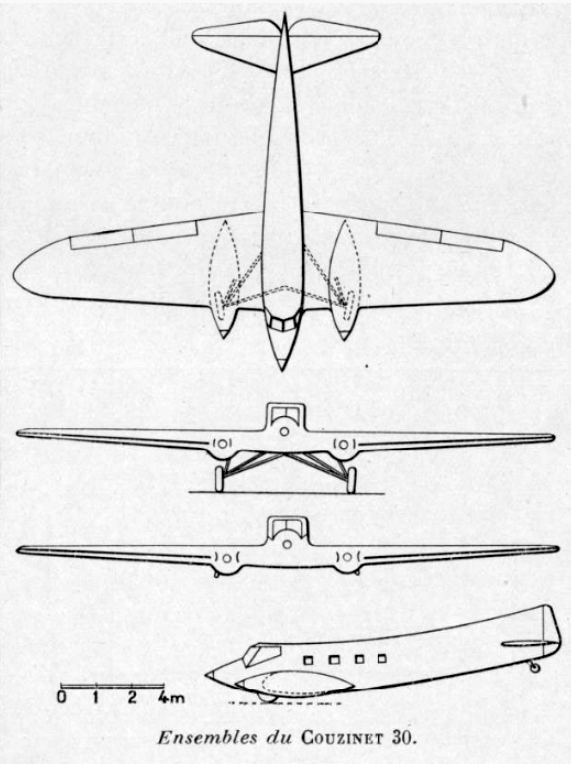
Couzinet 30 (L'Aéronautique, prosinec 1930)

Údaje dle

### Technické údaje
- Posádka: 1 pilot nebo 2 (pilot a navigátor)
- Kapacita: 4 cestující se zavazadly (do 50 kg) a s palivem po dobu 12 hodin letu nebo 200 kg pošty s palivem po dobu 5 hodin létání
- Rozpětí křídla: 16,16 m
- Délka: 11,41 m
- Výška: 2,70 m
- Nosná plocha: 34,40 m2
- Plošné zatížení: 42,6 kg/m2
- Hmotnost prázdného letounu: 1 153 kg
- Vzletová hmotnost: 1 815 kg
- Pohonná jednotka:
  - motor: 3 × 30 kW (40 k) devítiválcový hvězdicový Salmson 9AD nebo 3 x  63 kW (85 k) vzduchem chlazený hvězdicový pětiválcový motor Walter Vega
- Vrtule: dřevěná, dvoulisté vrtule s pevnými listy

### Výkony
- Maximální rychlost: 178 km/h (Salmson) nebo 210 km/h (Walter)
- Cestovní rychlost: 145 km/h
- Dolet: 2 000 km
- Dostup: 3 300 (Salmson) nebo 3 600 m (Walter)